# Eric Friedler

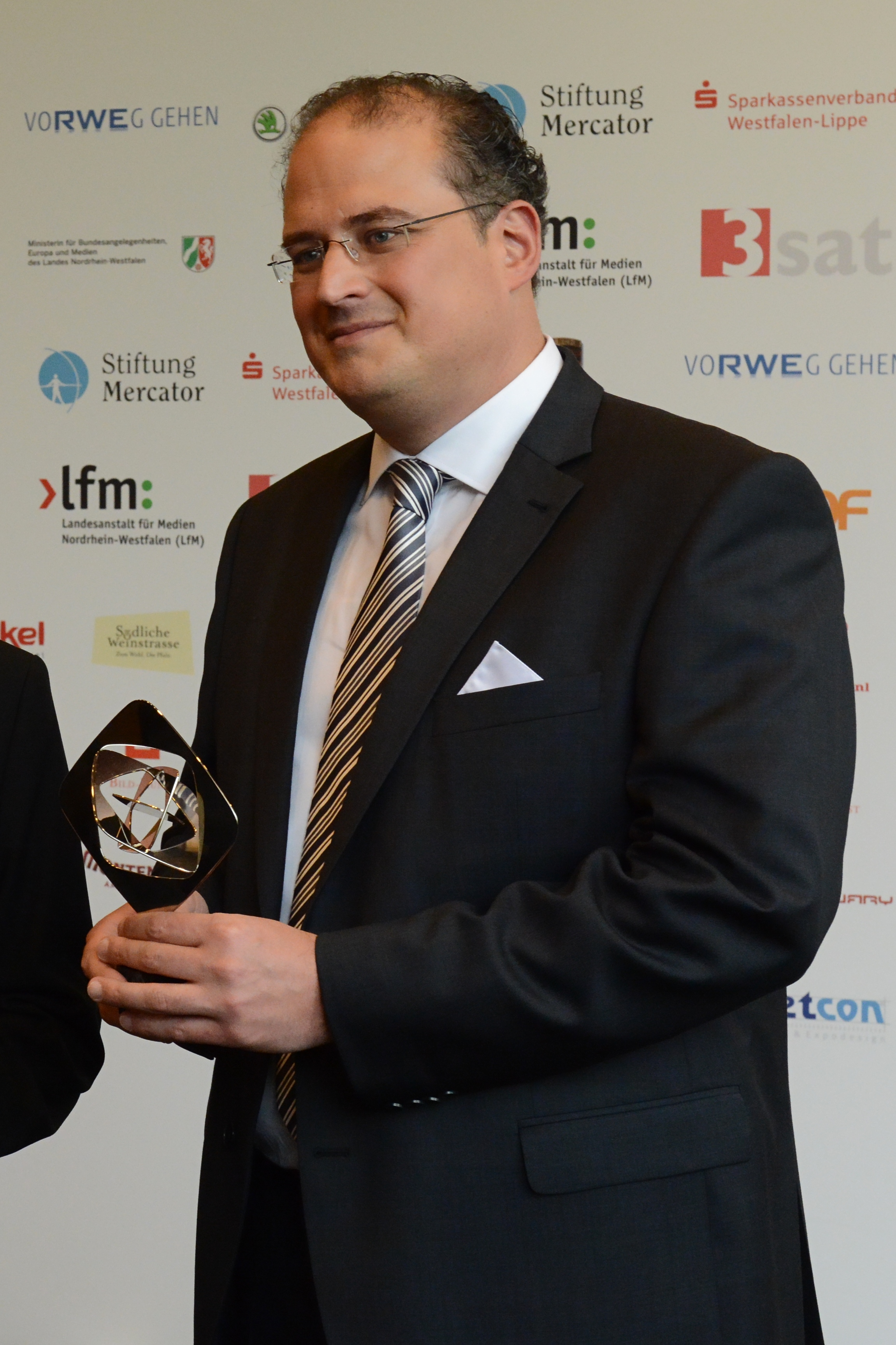
Grimme-Preisträger Eric Friedler bei der Verleihung 2014

Eric Friedler (* 20. Juni 1971 in Sydney, Australien) ist ein deutsch-australischer Fernsehjournalist, Regisseur, Reporter und Buchautor. Er wurde für seine Dokumentationen und Dokumentarspiele mehrfach auch international ausgezeichnet; seine Features und Filme gelten teilweise als „Fernsehklassiker“.

## Leben
Nach seinem Abitur in Köln volontierte Eric Friedler in den USA  bei der deutsch-jüdischen Exilzeitung „Aufbau“ und arbeitete dort auch für verschiedene Radio-Stationen und Printmedien. Vor seinem Wechsel 2002 zum NDR arbeitete Friedler mehrere Jahre als Redakteur und Reporter für das Politmagazin Report des SWR. Für die ARD entwickelte und betreute er seitdem etliche Dokumentar-, Spiel- und  Fernsehfilme. Der von ihm mitentwickelte erste Hamburger Tatort mit Mehmet Kurtuluş als türkischstämmiger Kommissar erhielt 2009 den Grimme-Publikumspreis.
Von 2010 bis 2021 leitet er beim NDR die Abteilung Dokumentarfilm, Dokudrama & Sonderprojekte im Programmbereich Kultur & Dokumentationen als Nachfolger von Horst Königstein. Darüber hinaus veröffentlichte er unter anderen die Bücher Zeugen aus der Todeszone: Das jüdische Sonderkommando in Auschwitz und zusammen mit Peter Loewy das Kochbuch Bagels. Für seine Produktionen und Filme wurde Friedler als Regisseur und Drehbuchautor vielfach international und national ausgezeichnet, unter anderen mehrfach mit dem Deutschen Fernsehpreis und dem Hanns-Joachim-Friedrichs-Preis. 2016 wurde Eric Friedler für seinen Film Aghet – Ein Völkermord mit dem armenischen Staatspreis ausgezeichnet. Aghet (armenisch: Die Katastrophe) thematisiert den Völkermord an den Armeniern von 1915/16.
Von 2021 bis 2023 war Friedler als Hauptabteilungsleiter für Dokumentationen beim SWR zuständig. Seit Januar 2024 ist er Geschäftsführer und Programmleiter des Haus des Dokumentarfilms (HDF). Zusammen mit Manfred Hattendorf bildet er den HDF-Vorstand.

## Rezeption
Nach Meinung des FAZ-Journalisten Franz Josef Görtz ist Friedler von den „politischen Dokumentaristen in diesem Land […] zweifellos einer der exzellentesten.“ Görtz bescheinigt ihm „politische Courage und beherzte Angriffslust“.

## Filmografie (Auswahl)
- 1995: Der Partisan
- 1997: Fremde Welten im Herzen
- 1997: Die Angst sprang mit (ARD-Dokumentation)
- 1998: Blutige Beute. Das SS-Raubgold und die verschwundenen Akten (SWR-Dokumentation)
- 1999: SS Kriegsverbrecher aus dem Allgäu (SWR-Reportage)
- 1999: Das Tribunal
- 2000: Aktenzeichen Massenmord
- 2000: Verstümmelt
- 2000: Zeugen aus der Todeszone
- 2001: Dr. Illegal – Deutsche Doktortitel gegen Geld
- 2001: Sattes Land, hungrige Kinder? – Wenn die Kleinsten für Essen anstehen. (SWR-Dokumentation)
- 2003: Konvoi in den Tod – Die Amerikaner und ein Massaker in Afghanistan. (NDR-Reportage)
- 2004: Für Allah in den Tod (ARD/NDR-Reportage)
- 2005: Der Kreml – Im Herzen Russlands (NDR-Dokumentation)
- 2007: Das Schweigen der Quandts
- 2009: Berlin 36
- 2010: Aghet – Ein Völkermord[5][6]
- 2011: Die Olympia Intrige[7]
- 2012: Der Sturz – Honeckers Ende[8]
- 2012: Ein deutscher Boxer (NDR-Dokumentation)
- 2012: Nichts als die Wahrheit – 30 Jahre Die Toten Hosen
- 2013: The Voice of Peace – Der Traum des Abie Nathan[9][10]
- 2014: Das Mädchen – Was geschah mit Elisabeth K.? (ARD-Dokumentation)
- 2015: Der Clown (ARD-Dokumentation)
- 2016: Sklaven der Gaskammer (ARD-Dokumentation)
- 2018: Eskimo Limon – Eis am Stiel. Von Siegern und Verlierern oder Die bittersüße Geschichte einer unendlichen Filmproduktion (NDR-Dokumentation)
- 2018: It Must Schwing – The Blue Note Story – die Geschichte von Francis Wolff und Alfred Lion und ihrem Jazz-Plattenlabel Blue Note.[11]
- 2020: Wim Wenders – Desperado (zusammen mit Andreas Frege)

## Preise und Nominierungen (Auswahl)
- 2000: Ekotop Umweltpreis / Beste Reportage
- 2003: Hanns-Joachim-Friedrichs-Preis / Förderpreis für Fernsehjournalismus
- 2003: Houston Film Festival / Gold Special Jury Award / Beste Dokumentation
- 2003: SONY International Impact Award
- 2003: Rory Beck Award for hard News für Afghan Massacre: The Convoy of death
- 2005: Axel-Springer-Preis / 1. Platz für beste Reportage
- 2006: New York Film Festival / Beste Dokumentation
- 2007: Norddeutscher Filmpreis / Beste Dokumentation
- 2008: Deutscher Fernsehpreis / Beste Dokumentation
- 2008: Hanns-Joachim-Friedrichs-Preis für Fernsehjournalismus
- 2008: Houston Film Festival / Platinum Award
- 2009: New York Film Festival / World Gold Medal / Beste Dokumentation
- 2009: Grimme-Publikumspreis / Tatort: Auf der Sonnenseite
- 2010: Deutscher Fernsehpreis / Beste Dokumentation
- 2011: Humanitarian Award, ARPA Filmfestival, Los Angeles
- 2011: New York Film Festival / World Gold Medal / Beste Dokumentation
- 2011: Grimme-Preis / Beste Dokumentation
- 2011: Robert-Geisendörfer-Preis in der Kategorie Fernsehen (Buch und Regie von Aghet – Ein Völkermord)
- 2012: Goldene Spectra
- 2013: Grimme-Preis / Ein deutscher Boxer
- 2014: Grimme-Preis / The Voice of Peace
- 2014: Grimme-Publikumspreis / The Voice of Peace
- 2020: Rose d’Or Award/ Wim Wenders, Desperado